# Eichoichemus pyrrhomystax
Eichoichemus pyrrhomystax är en tvåvingeart som först beskrevs av Christian Rudolph Wilhelm Wiedemann 1828.  Eichoichemus pyrrhomystax ingår i släktet Eichoichemus och familjen rovflugor. Inga underarter finns listade i Catalogue of Life.